# Mohammad Afash
Mohammad Afash (en árabe: محمد عفش‎; Aleppo, Siria; 31 de octubre de 1966) es un exfutbolista de Siria que jugaba en la posición de centrocampista.

## Carrera

### Club
| Periodo   | Club              |
| --------- | ----------------- |
| 1988–1993 | Al-Ittihad Aleppo |
| 1993–1996 | Proodeftiki FC    |
| 1996–2004 | Ionikos FC        |
| 2004–2005 | Al-Ittihad Aleppo |

### Selección nacional
Jugó para Siria en 27 ocasiones de 1989 a 2004 y anotó siete goles, participó en la Copa Asiática 1996 y jugó dos ediciones del Mundial Sub-20.

## Logros

### Club
- Liga Premier de Siria (2): 1993, 2005
- Copa de Siria (1): 2005

### Individual
- Goleador de la Campeonato sirio 1991-1992 (19 goles)
- Goleador de la Alpha Ethniki 1995-96